# PS Большого Пса
PS Большого Пса (лат. PS Canis Majoris) — одиночная переменная звезда в созвездии Большого Пса на расстоянии (вычисленном из значения параллакса) приблизительно 11749 световых лет (около 3602 парсеков) от Солнца. Видимая звёздная величина звезды — от +12,4m до +11,3m.

## Характеристики
PS Большого Пса — пульсирующая медленная неправильная переменная звезда (LB).